# طلحة (القصيم)
طلحة هي بلدة بمنطقة القصيم، تقع شمال مدينة بريده بحوالي 120كم. ترتبط البلدة بعدد من الطرق حيث ترتبط بطريق الأسياح حائل وطريق الجماز إلى مدينة بريدة وطريق تحت الإنشاء إلى الزبيرة.